# Daniel Fulda
Daniel Fulda (* 14. Oktober 1966 in Frankfurt am Main) ist ein deutscher Germanist und Historiker.

## Leben und Wirken
Fulda absolvierte von 1986 bis 1991 ein Studium der Geschichte, Germanistik, Historischen Hilfswissenschaften und Pädagogik an der Universität zu Köln, das er mit dem Ersten Staatsexamen abschloss. Danach war er von 1992 bis 1995 Stipendiat der Studienstiftung des deutschen Volkes. 1995 erfolgte die Promotion mit einer Arbeit über Wissenschaft aus Kunst. Die Entstehung der modernen deutschen Geschichtsschreibung 1760–1860. Von 1995 bis 1998 war er Wissenschaftlicher Mitarbeiter, 1998 Wissenschaftlicher Assistent und von 2003 bis 2007 Oberassistent an der Universität zu Köln. 1997 nahm er eine Kurzzeitdozentur an der Karlsuniversität Prag wahr und war 1999 Gastdozent an der Central European University, Budapest. 2003 erfolgte die Habilitation in Neuerer deutscher Literaturwissenschaft mit einer Arbeit über Schau-Spiele des Geldes. Die Komödie und die Entstehung der Marktgesellschaft von Shakespeare bis Lessing. Seit 2007 hat er den Lehrstuhl für Neuere deutsche Literaturwissenschaft an der Martin-Luther-Universität Halle-Wittenberg inne und war von 2007 bis 2020 Geschäftsführender Direktor des Interdisziplinären Zentrums für die Erforschung der europäischen Aufklärung. Seit 2007 ist Daniel Fulda Sprecherratsmitglied des Landesforschungsschwerpunktes „Aufklärung – Religion – Wissen“.
Fulda war von 2010 bis 2014 Präsident der Deutschen Gesellschaft für die Erforschung des 18. Jahrhunderts, 2013 Gastprofessur an der École pratique des hautes études, Paris, 2014 Max Kade Distinguished Visiting Professor an der University of Notre Dame, Indiana. Seit 2016 ist er Ordentliches Mitglied der Sächsischen Akademie der Wissenschaften zu Leipzig. 2018 war er Chercheur invité an der École normale superieure de Lyon. 2023 war er als Gastprofessor an der École pratique des hautes études, Paris, tätig. 2019 bis 2023 war Daniel Fulda Second Vice-President der International Society for Eighteenth Century Studies (ISECS). 2023 wurde er zum Präsidenten der ISECS gewählt.
Zu seinen Forschungsschwerpunkten zählen
- die Theorie und Geschichte der Historiographie, Poetiken des Wissens, Narratologie
- Aufklärung als Intention und als Epoche; ihre Bilder, Metaphern und Begriffe
- die Aufklärung in der (Wissenschafts-)Politik des 19. bis 21. Jahrhunderts
- Weimarer Klassik; Materialität des Klassischen
- Theorie und Geschichte literarischer Gattungen: Sozialgeschichte der frühneuzeitlichen Komödie (Geldmotive und -metaphern), Tragödie der Moderne
- Kulturmuster und soziale Imaginationen
- Kulturwissenschaftliche Motivik: Anthropophagie
- Gegenwartsliteratur

## Schriften (Auswahl)
Monografien
- Schau-Spiele des Geldes. Die Komödie und die Entstehung der Marktgesellschaft von Shakespeare bis Lessing. Niemeyer, Tübingen 2005, ISBN 3-484-36602-8.
- Wissenschaft aus Kunst. Die Entstehung der modernen deutschen Geschichtsschreibung 1760–1860. De Gruyter, Berlin/New York 1996, ISBN 3-11-015014-X.
- „Die Geschichte trägt der Aufklärung die Fackel vor.“ Eine deutsch-französische Bild-Geschichte (= IZEA – Kleine Schriften. Band 7). Mitteldeutscher Verlag, Halle (Saale) 2017, ISBN 978-3-95462-716-5.
- Seit wann und warum gibt es „deutsche Klassiker“? (= Abhandlungen der Sächsischen Akademie der Wissenschaften. Phil.-hist. Klasse, Band 85, Heft 3). Hirzel, Stuttgart, Leipzig 2021, ISBN 978-3-7776-3035-9.

Sammelbände
- Revolution trifft Aufklärungsforschung. 1989/90 DDR-Erbe und die Gründung des hallischen Aufklärungszentrums. Mitteldeutscher Verlag, Halle (Saale) 2021, ISBN 978-3-96311-554-7.
- Aufklärung fürs Auge – ein anderer Blick auf das 18. Jahrhundert. Mitteldeutscher Verlag, Halle (Saale) 2020, ISBN 978-3-96311-402-1.
- mit Stephan Jaeger, Elena Agazzi: Romanhaftes Erzählen von Geschichte – vergegenwärtigte Vergangenheiten im beginnenden 21. Jahrhundert. De Gruyter, Boston 2019 (= Studien und Texte zur Sozialgeschichte der Literatur, Band 148), ISBN 978-3-11-054056-7.
- mit Frauke Berndt, Cornelia Pierstorff: Die Erzählung der Aufklärung. Beiträge zur DGEJ-Jahrestagung 2015 in Halle a. d. Saale. Felix Meiner Verlag, Hamburg 2018, ISBN 978-3-7873-3356-1.
- mit Hartmut Rosa, Heinz Thoma: Freiheit und Zwang. Wilhelm Fink, Paderborn 2018 (= Laboratorium Aufklärung, Band 32).
- mit Élisabeth Décultot, Christian Helmreich: Poetik und Politik des Geschichtsdiskurses – Deutschland und Frankreich im langen 19. Jahrhundert. Universitätsverlag Winter, Heidelberg 2018 (= Germanisch-romanische Monatsschrift, Beiheft 78).
- mit Christoph Schmitt-Maaß: Vertriebene Vernunft? – Aufklärung und Exil nach 1933. Wilhelm Fink, Paderborn 2017 (= Laboratorium Aufklärung, Band 30).
- mit Jörn Steigerwald: Um 1700. Die Formierung der europäischen Aufklärung – zwischen Öffnung und neuerlicher Schließung. De Gruyter, Boston 2016 (= Hallesche Beiträge zur europäischen Aufklärung, Band 55), ISBN 978-3-11-047890-7.
- mit Élisabeth Décultot: Sattelzeit – Historiographiegeschichtliche Revisionen. De Gruyter, Boston 2016 (= Hallesche Beiträge zur Europäischen Aufklärung, Band 52), ISBN 978-3-11-044968-6.